# Síndrome d'alliberament de citocines
La síndrome d'alliberament de citocines (SAC) és una forma de síndrome de resposta inflamatòria sistèmica que pot ser desencadenada per diversos factors com ara infeccions i certs fàrmacs. Es produeix quan un gran nombre de leucòcits s'activen i alliberen citocines inflamatòries, que al seu torn activen encara més leucòcits. La SAC és també un efecte advers d'alguns medicaments d'anticossos monoclonals, així com també de teràpies de transferència de limfòcits T. Els casos greus han estat anomenats tempestes de citocines. Quan es produeix com a resultat de l'administració de medicaments, també es coneix com a reacció d'infusió.

## Signes i símptomes
Són febre, fatiga, pèrdua de la gana, dolor muscular i articular, nàusees, vòmits, diarrea, erupcions, respiració ràpida, batec cardíac ràpid, baixa pressió arterial, convulsions, mal de cap, confusió, deliri, al·lucinacions, tremolor i pèrdua de coordinació.
Les proves de laboratori i el seguiment clínic mostren oxigen en sang baix, pressió pulmonar augmentada, augment del cabal cardíac (precoç), potencialment disminució del cabal cardíac (tard), alts nivells de nitrogen en sang, elevació del dímer-D, transaminases elevades, deficiència de factor I i hemorràgia excessiva, nivell superior a la normal de bilirubina.

## Causes
Es poden produir reaccions greus de SAC en diverses malalties infeccioses i no infeccioses, com ara malaltia de l'empelt contra l'hoste, síndrome del destret respiratori agut (SDRA), sèpsia, Ebola, grip aviària, verola i síndrome de resposta inflamatòria sistèmica (SRIS). La limfoihistiocitosi hemofagocítica i la malaltia limfoproliferativa associada amb el virus d'Epstein-Barr són causades per elevacions extremes de les citocines i es pot considerar com una forma de SAC sever.
En la pandèmia de coronavirus del 2019-2020, diverses morts per culpa de la COVID-19 s'han atribuït a la SAC.